# Лимонова батерия
Лимоновата батерия е експеримент, използван за обясняване нагледно работата на батериите.
Използват се 2 метални обекта - например жълта стотинка, (направена от мед), и пирон, които са забодени в един лимон. Тези два обекта работят като електроди, причинявайки електрохимична реакция, в резултат на която се получава малка разлика в потенциалите. Медната стотинка служи за катод, а пиронът за анод.
След като електродите се поставят може да се използва мултицет, за да се измери точно генерираното напрежение. За да бъде примера по-нагледен, няколко лимонови батерии могат да се свържат последователно и по този начин да захранят един светодиод.
В лимоновата батерия възникват едноовременно и окисляване, и редукция. Например в цинково-медна батерия в анода цинкът се окислява:
Zn → Zn2+ + 2 e-.
В катода водородът се редуцира:
2H++ 2e- → H2.
Картофи, ябълки и всички останали плодове, съдържащи киселина или друг електролит могат да се използват, но лимоните са предпочитани, заради високата си киселинност. Други комбинации от метали (като магнезий и мед) са по ефикасни: например, използването на магнезиева лента вместо цинкова повишава напрежението от 1,1 V на 1,6 V. (Точната стойност зависи от вида на лимоните).